# Pierre Ange Marie Le Bris
Pour les articles homonymes, voir Le Bris.
Pierre Ange Marie Le Bris (Saint-Guen, 21 mai 1856 - Saint-Germain-en-Laye, 12 février 1940) est un officier de marine français.

## Biographie
Petit-neveu de l'amiral Charner, il entre à l'École navale en octobre 1873 et en sort aspirant de 1re classe en octobre 1876. Il sert alors sur le croiseur Fabert dans l'océan Indien.
Enseigne de vaisseau (janvier 1879), il est envoyé à la majorité de Brest puis en 1880 sur le Tage avant de passer comme officier de manœuvre sur la canonnière Léopard en 1881. Il prend part alors à la campagne de Tunisie (bombardement de Sfax, prise de Gabès) puis à celle du Tonkin aux côtés d'Henri-Laurent Rivière et se distingue aux batailles de Nam Định et de Hanoï pendant laquelle il dirige la compagnie de débarquement du Léopard.
Le 19 mai 1881, il est blessé et est nommé lieutenant de vaisseau en août 1881. Second sur l'aviso-transport Scorff dans l'océan Indien (1884), il participe aux opérations de Madagascar et se fait remarquer lors du typhon des 24-26 février 1885.
À Tahiti, il commande ensuite la goélette Aorai en mission aux îles Sous-le-Vent puis entre en 1887 à l’École des défenses sous-marines à Toulon dont il sort breveté torpilleur. Il est alors affecté à la Direction des torpilles à Paris.
Aide de camp et secrétaire de l'amiral de Cuverville sur la Naïade à la division des côtes occidentales d'Afrique, il prend part aux opérations du Dahomey puis y commande en 1892 la Mésange et se distingue lors de la seconde campagne du Dahomey en assurant le blocus de la côte. Il obtient alors les félicitations du général Dodds.
En 1894, il est envoyé au Service hydrographique où il rédige les instructions nautiques sur les côtes sud et est de l'Espagne. Second du Faucon en Méditerranée (1895), il est promu capitaine de frégate en juillet 1897. Second du D'Entrecasteaux (1898), du Marceau (1899) puis du Magenta (1900) à l’École des torpilleurs et électriciens de la division d'instruction de Méditerranée, il commande en 1901 le croiseur protégé Suchet  à la division de l'Atlantique et se distingue en particulier pendant une mission en Colombie et au Venezuela en protégeant avec efficacité les intérêts français menacés par la guerre civile. Il obtient alors les félicitations du ministre.
En mai 1902, il part au secours des sinistrés de la Montagne Pelée à la Martinique et est nommé capitaine de vaisseau en juillet 1902. Il commande en 1903 le cuirassé Gaulois en Méditerranée puis en 1906 la première École d'application du tir à la mer sur le croiseur cuirassé Pothuau et préside la Commission d'études pratiques de l'artillerie navale.
Contre-amiral (juin 1908), il commande la division des écoles de canonnage sur le Masséna et fait partie en mars 1909 de la délégation française à la conférence navales de Londres où il se charge de la rédaction de la déclaration relative au droit de la guerre maritime, ce qui lui vaut les félicitations du ministre des Affaires étrangères. Il est ensuite chargé de l'élaboration du chapitre concernant le commerce ennemi dans les instructions remises aux officiers, sur le droit international.
Directeur du Service des travaux (mars 1912), promu vice-amiral en janvier 1913, il a un rôle majeur lors des conversations navales franco-britanniques relatives à la coopération des escadres en Manche et en Méditerranée. Il conduit à ce sujet avec le First Sea Lord, Louis de Battenberg, des conversations secrètes qui mèneront aux accords du 10 février 1913 qui permettront la concentration navales française en Méditerranée.
Le Bris fait également poursuivre le développement des constructions neuves et en accélère le rythme. En avril 1914, il demande l'augmentation des programmes qu'il justifie par le développement des armements allemands, autrichiens et italiens et obtient la mise en chantier de quatre cuirassés supplémentaires.
Commandant de la 2e escadre en armée navale avec pavillon sur la Vérité puis sur le Paris, il devient membre en avril 1916 du Conseil supérieur de la marine, est chargé de la direction militaire du Service des travaux et donne une importante impulsion aux constructions nouvelles décidées par l'amiral Lacaze pour lutter contre les sous-marins.
Préfet maritime de Brest (mars-novembre 1917), nommé inspecteur permanent du matériel et des arsenaux en décembre, il est le président de la Commission interministérielle de contrôle des chantiers maritimes jusqu'à sa dissolution en février 1919. Il prend alors sa retraite.

## Distinctions
- Médaille militaire (30 juin 1932)[2]
- Grand-croix de la Légion d'honneur (4 janvier 1919)
  -  Grand officier de la Légion d'honneur (18 septembre 1915)
  -  Commandeur de la Légion d'honneur (11 juillet 1912)
  -  Officier de la Légion d'honneur (25 juillet 1902)
  -  Chevalier de la Légion d'honneur (6 avril 1886)
- Commandeur de l'ordre du Mérite maritime (1930)
- Médaille coloniale
- Médaille commémorative de l'expédition du Dahomey
- Médaille commémorative de l'expédition du Tonkin
- Médaille commémorative de Madagascar